# Тимново (Ярославская область)
Ти́мново — деревня Шашковского сельского округа в Назаровском сельском поселении Рыбинского района Ярославской области .
Деревня расположена на левом берегу реки Малая Колокша с северной стороны автомобильной дороги Рыбинск—Тутаев (по левому берегу Волги). На юго-запад от деревни (по диагонали с другой стороны автомобильной дороги и с другой стороны Колокши стоит деревня Артюкино), а на восток, также с другой стороны дороги — Вокшерино.
Через Тимново проселочная дорога ведет на север, вверх по Малой Колокше к деревням Губино и Олешково.
На юго-юго-восток от деревни находится археологический памятник — «Усть-Колокша» (Стоянка 2), стоянка VII—V тысячелетия до н. э., а на восток Стоянка 3, II тысячелетия до н.э. .
На 1 января 2007 года в деревне числилось 3 постоянных жителя. Деревня обслуживается почтовым отделением Ераково. Номера домов на почтовом сайте не указываются. Это крайний населённый пункт почтового отделения в направлении Рыбинска, Артюкино уже обслуживается почтой в Назарово.